# Maretha Maartens
Maretha Maartens (* 22. Juni 1945 in Bloemfontein) ist eine südafrikanische Schriftstellerin. Sie schreibt religiöse und Kinderbücher und hält viele Lesungen. Sie setzt sich mit der Diskriminierung der Schwarzen, vor allem der Frauen und Kinder, auseinander. 1993 erhielt sie für ihr Buch Tintenvogel den Katholischen Kinder- und Jugendbuchpreis.
Maretha Maartens hat zwei Kinder und ist mit einem Pastor verheiratet.

## Werke
- Sidwell und der Müllhaldenmann. Eine Erzählung aus Südafrika. Aus dem Englischen von Rita Peterli. Lamuv, Göttingen 1990, 61 S., ISBN 3-88977-224-2 (Baobab)
- Tintenvogel. Deutsch von Mirjam Pressler. Deutscher Taschenbuch-Verlag, München 1995, 155 S., ISBN 3-423-78074-6
- Bucht der Delfine. Gabriel Verlag, 1997, 140 S., ISBN 978-3-7072-6550-7